# 第一代反应堆

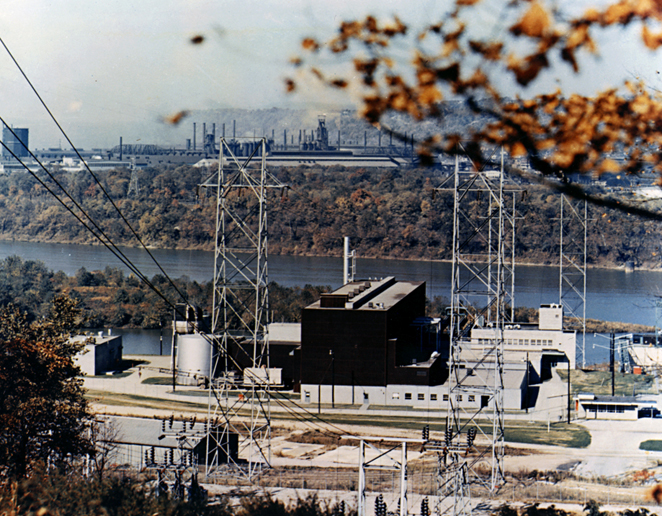
世界上第一個商業核子動力發電廠-碼頭市核電站

第一代反应堆（英語：Generation I reactor，縮寫：Gen I）是指一1950-70年代所建造的商業反應爐，其为一系列的早期实验性核反应堆如码头市核电站、鎂諾克斯反應爐 (Magnox)、天然铀石墨气冷堆、恩里科-费米核电站及德累斯顿核电站。将反应堆按技术类型分为四代是由美国能源部推出第四代反应堆概念时提出。
第一代壓水反應爐，利用普通水作為冷卻劑和中子慢化劑。一迴路連接著爐心和二迴路中的蒸汽發生器，迴路內壓力保持在150個大氣壓左右，在此壓力下可將一迴路水加熱至約343℃而不沸騰。一迴路水在二迴路蒸汽發生器的傳熱管中將壓力約為70個大氣壓左右的二迴路水加熱至沸騰（溫度約260℃），形成的水蒸氣（過濾掉混雜的液態水後）再通過二迴路送至汽輪機，推動渦輪發動機運轉。

## 参看
- 核反应堆
  - 第二代反应堆
  - 第三代反应堆
  - 第四代反应堆